# Dodecylbenzeen
Dodecylbenzeen is een organische verbinding met als brutoformule C18H30. Het is een ontvlambare kleurloze vloeistof.
Structureel gezien bestaat de verbinding uit een benzeenring met een dodecylgroep. De verbinding wordt aangetroffen in aardolie.

## Synthese
Dodecylbenzeen kan bereid worden uit de Friedel-Craftsalkylering van benzeen met dodecylchloride.

## Toepassingen
Dodecylbenzeen wordt gebruikt als uitgangsstof voor de productie van natriumdodecylbenzeensulfonaat, een alkylbenzeensulfonaat dat als anionische oppervlakte-actieve stof wordt gebruikt. Het wordt ook als transformatorolie ingezet.